# CRISP1
A proteína secretora rica em cisteína 1 é uma proteína que em humanos é codificada pelo gene CRISP1.
Esta proteína é expressa no epidídimo, é secretada no lúmen epididimal e liga-se à região pós-acrosomal da cabeça do esperma onde desempenha um papel na fertilização na fusão óvulo-espermatozoide através de locais complementares localizados na superfície do óvulo. Duas isoformas são codificadas por variantes transcritas desse gene.